# Hans Barwenzik
Hans Barwenzik (* 8. April 1934; † Januar 2014) war ein deutscher Fußballspieler. Als Zweitligaspieler der SpVgg Herten absolvierte der Verteidiger am 22. Oktober 1958 in Karlsruhe gegen Österreich ein Länderspiel in der B-Nationalmannschaft. Für Rot-Weiß Oberhausen bestritt er von 1960 bis 1963 in den letzten drei Runden der alten erstklassigen Fußball-Oberliga West 77 Ligaspiele und erzielte dabei als Defensivspieler 25 Tore.

## Laufbahn

### Herten, bis 1960
Fußballerisch aufgewachsen ist „Jule“ Barwenzik im nördlichen Ruhrgebiet, bei den Grün-Weißen der SpVgg Herten. Da die Mannschaft von der Kampfbahn Katzenbusch bereits ab dem Jahr 1949 der II. Division West angehörte, sammelte der junge Abwehrspieler seit Beginn seiner Laufbahn im Seniorenbereich Erfahrung in der damaligen Zweitklassigkeit im Fußball-Westen. Neben seiner Zweikampfstärke zeichnete sich der junge Abwehrspieler auch mit einem harten Schuss und Nervenstärke beim Verwandeln von Elfmetern und direkten Freistößen aus. Seine Leistungen in der 2. Liga führte den Verteidiger erstmals am 19. Dezember 1956 beim Länderspiel in Lüttich gegen Belgien in die Reihen der Juniorennationalmannschaft U 23. Die DFB-Auswahl gewann das Spiel mit 3:2 und Barwenzik hatte dabei mit Walter Zastrau das Verteidigerpaar gebildet. Im Frühjahr 1957 kam er zu seinem zweiten Einsatz in der U 23, wiederum gegen Belgien, das Spiel wurde in Essen ausgetragen. Im Rückspiel setzte sich die deutsche Elf mit 4:2 Toren durch.
Am 30. Dezember 1956 war der Mann aus Herten, zusammen mit seinem Vereinskamerad Günter Graetsch, im Repräsentativspiel in Ludwigshafen für Westdeutschland gegen Südwestdeutschland aktiv gewesen. Vor dem zweiten Juniorenländerspiel hatte er vom 18. Februar bis 2. März 1957 an einem DFB-Trainingskurs unter der Leitung von Bundestrainer Sepp Herberger in Duisburg mit den Verteidigerkollegen Karl Schmidt, Herbert Erhardt, Willi Gerdau, Walter Zastrau und Wilhelm Dimmel teilgenommen. Am 22. Oktober 1958 bildete er zusammen mit Torhüter Günter Sawitzki, Verteidiger Albert Preis und der Läuferreihe mit Heinz Ruppenstein, Alfred Pyka und Helmut Benthaus die deutsche Defensive beim 1:0-Erfolg beim B-Länderspiel gegen Österreich im Karlsruher Wildparkstadion. Vier Tage später, am 26. Oktober, war er Ersatzspieler beim A-Länderspiel in Paris gegen Frankreich. Nach der Runde 1959/60 schloss sich Barwenzik nach insgesamt 170 Zweitligaeinsätzen mit 23 Toren für Herten  zur Saison 1960/61 Rot-Weiß Oberhausen in der Fußball-Oberliga West an.

### Oberhausen, 1960 bis 1966
An der Seite der Mitspieler Helmut Traska, Jürgen Sundermann, Karlheinz Feldkamp und Hans Siemensmeyer absolvierte der schussgewaltige Verteidiger 1960/61 für die Mannschaft vom Stadion Niederrhein 28 Spiele mit acht Toren in der Oberliga. Die Kleeblätter, geführt von Präsident Peter Maaßen, belegten punktgleich mit dem Tabellendritten FC Schalke 04, den vierten Rang im Westen. Sein Debüt in der Oberliga feierte „Jule“ Barwenzik am 14. August 1960 beim 2:2-Heimremis gegen Westfalia Herne. Am 19. März 1961 war er auch vor 30.000 Zuschauern an der Landwehr beim 0:0-Remis gegen den Meister 1. FC Köln im Einsatz. In seinem zweiten Jahr bei RWO, 1961/62, belegte Oberhausen hinter dem 1. FC Köln und Schalke 04 mit 40:20 Punkten und 53:37 Toren den dritten Rang. Verletzungsbedingt musste der Defensivakteur in zehn Partien pausieren und kam somit auf 20 Einsätze, wo er aber wiederum acht Treffer erzielen konnte. Er wurde als rechter Verteidiger in das „Revier-Team der Saison“ gewählt. Vereinskamerad Hans Siemensmeyer als linker Halbstürmer. In das letzte Jahr der alten erstklassigen Fußball-Oberliga, 1962/63, startete Barwenzik mit Oberhausen zwar mit einem 3:1-Erfolg gegen den 1. FC Köln, wozu er auch einen Treffer beisteuerte, es folgte ein 1:0-Auswärtserfolg bei Hamborn 07 durch einen verwandelten Foulelfmeter in der 86. Minute durch den Elfmeterspezialisten und am dritten Spieltag ein 2:1-Heimsieg gegen Aachen und RWO hatte 6:0 Punkte vorzuweisen und machte sich Hoffnungen, realistisch um die Nominierungsplätze für die neue Bundesliga mitspielen zu können. Nach der Vorrunde war das Ziel auch noch mit 16:14 Punkten auf dem sechsten Rang stehend, realisierbar. Am Rundenende reichte es aber mit 29:31 Punkten nur zum 10. Rang und die Aufnahme in die Bundesliga war damit vertan. Das Schlussdreieck bildeten in dieser Saison Helmut Traska, Barwenzik (29-9) und Friedhelm Kobluhn.
Er unternahm danach in den drei Runden 1963/64 bis 1965/66 vergeblich den Anlauf, sich mit Oberhausen in der Fußball-Regionalliga West für die Aufstiegsrunde zur Bundesliga zu qualifizieren. Im ersten Jahr belegte RWO den siebten, in den zwei nächsten Jahren jeweils den vierten Rang. Mit dem Spiel am 29. Mai 1966 bei Hamborn 07 verabschiedete sich „Jule“ Barwenzik nach insgesamt 69 Regionalligaspielen mit 14 Toren aus dem höherklassigen Fußball und beendete seine Spielerkarriere bei RW Oberhausen. In der 83. Minute hatte er den Siegtreffer zum 2:1 gegen den Hamborner Keeper Werner Scholz erzielt.